# لا سر
لا سر (به فرانسوی: La Serre) یک کمون در فرانسه است که در Canton of Saint-Sernin-sur-Rance واقع شده‌است.

## خصوصیات
لا سر ۱۸٫۵۲ کیلومترمربع مساحت و ۱۳۲ نفر جمعیت دارد و ۶۵۰ متر بالاتر از سطح دریا واقع شده‌است.